# Championnat du monde masculin de basket-ball 1970
Navigation
1967 - Uruguay 1974 - Porto Rico
Le Championnat du monde masculin de basket-ball 1970 s'est déroulé en Yougoslavie du 10 au 24 mai 1970.

## Podium final
Le podium final de ce championnat du monde est :
| Médaille                  | Pays        |
| ------------------------- | ----------- |
| Médaille d'or, monde      | Yougoslavie |
| Médaille d'argent, monde  | Brésil      |
| Médaille de bronze, monde | URSS        |

## Compétition
Les deux premiers de chaque groupe sont qualifiés pour le tour final. Lors de celui-ci, chaque équipe affronte les six autres du groupe, auquel s'est ajoutée la Yougoslavie, qualifiée d'office pour ce tour final en tant que tenant du titre.
Le classement final s'établit en fonction du classement du tour final et du tournoi de classement.

## Équipes participantes et groupes
| Groupe A États-Unis Tchécoslovaquie Cuba Australie | Groupe B Brésil Italie Corée du Sud Canada | Groupe C URSS Uruguay Panama Égypte | Qualifiés pour le tour final Yougoslavie |

## Premier tour

### Groupe A
| Rang | Pays            | Pts | V | D |
| ---- | --------------- | --- | - | - |
| 1    | États-Unis      | 6   | 3 | 0 |
| 2    | Tchécoslovaquie | 5   | 2 | 1 |
| 3    | Cuba            | 4   | 1 | 2 |
| 4    | Australie       | 3   | 0 | 3 |

### Groupe B
| Rang | Pays         | Pts | V | D |
| ---- | ------------ | --- | - | - |
| 1    | Brésil       | 6   | 3 | 0 |
| 2    | Italie       | 5   | 2 | 1 |
| 3    | Corée du Sud | 4   | 1 | 2 |
| 4    | Canada       | 3   | 0 | 3 |

### Groupe C
| Rang | Pays    | Pts | V | D |
| ---- | ------- | --- | - | - |
| 1    | URSS    | 6   | 3 | 0 |
| 2    | Uruguay | 5   | 2 | 1 |
| 3    | Panama  | 4   | 1 | 2 |
| 4    | Égypte  | 3   | 0 | 3 |

## Tournoi de classement
| Rang | Pays         | Pts | V | D |
| ---- | ------------ | --- | - | - |
| 1    | Cuba         | 10  | 5 | 0 |
| 2    | Panama       | 8   | 3 | 2 |
| 3    | Canada       | 8   | 3 | 2 |
| 4    | Corée du Sud | 8   | 3 | 2 |
| 5    | Australie    | 6   | 1 | 4 |
| 6    | Égypte       | 5   | 0 | 5 |

## Tour final
| Rang | Pays            | Pts | V | D |
| ---- | --------------- | --- | - | - |
| 1    | Yougoslavie     | 11  | 5 | 1 |
| 2    | Brésil          | 10  | 4 | 2 |
| 3    | URSS            | 10  | 4 | 2 |
| 4    | Italie          | 9   | 3 | 3 |
| 5    | États-Unis      | 9   | 3 | 3 |
| 6    | Tchécoslovaquie | 8   | 2 | 4 |
| 7    | Uruguay         | 6   | 0 | 6 |

## Classement final
| Rang | Équipe          |
| ---- | --------------- |
| 1    | Yougoslavie     |
| 2    | Brésil          |
| 3    | URSS            |
| 4    | Italie          |
| 5    | États-Unis      |
| 6    | Tchécoslovaquie |
| 7    | Uruguay         |
| 8    | Cuba            |
| 9    | Panama          |
| 10   | Canada          |
| 11   | Corée du Sud    |
| 12   | Australie       |
| 13   | Égypte          |

## 5 Majeur du tournoi
- Krešimir Ćosić (Yougoslavie)
- Sergei Belov (URSS)
- Modestas Paulauskas (URSS)
- Ubiratan Pereira Maciel (Brésil)
- Kenny Washington (États-Unis)